# Agapanthia villosoviridescens
Agapanthia villosoviridescens là một loài bọ cánh cứng trong họ Cerambycidae.

## Hình ảnh

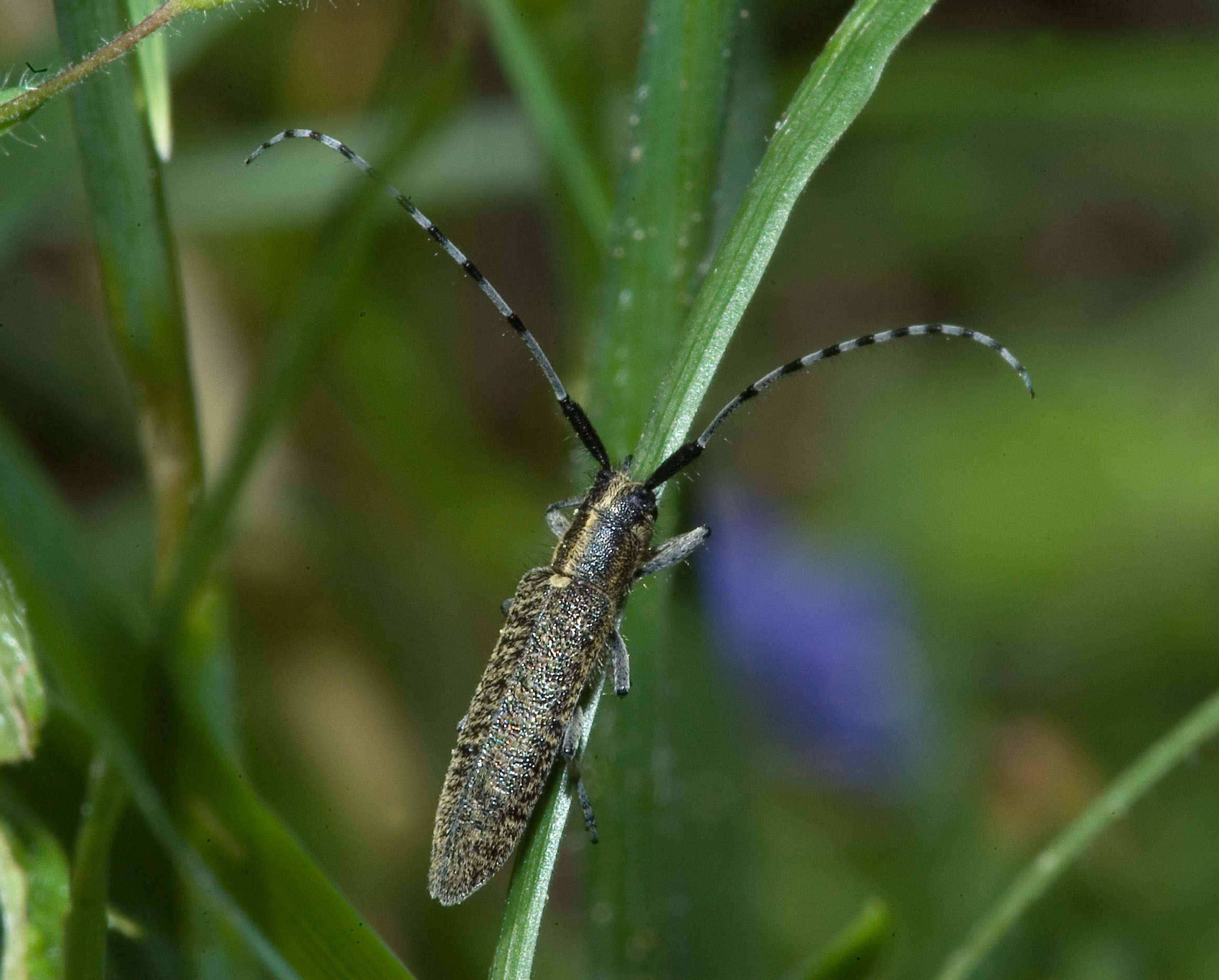
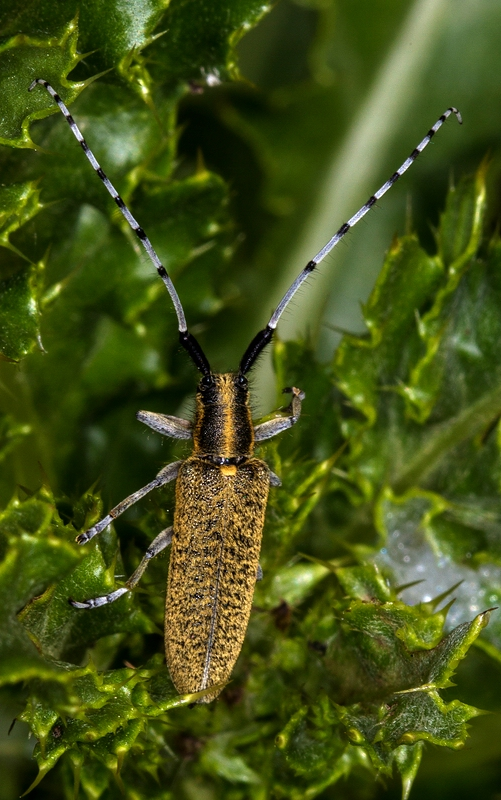
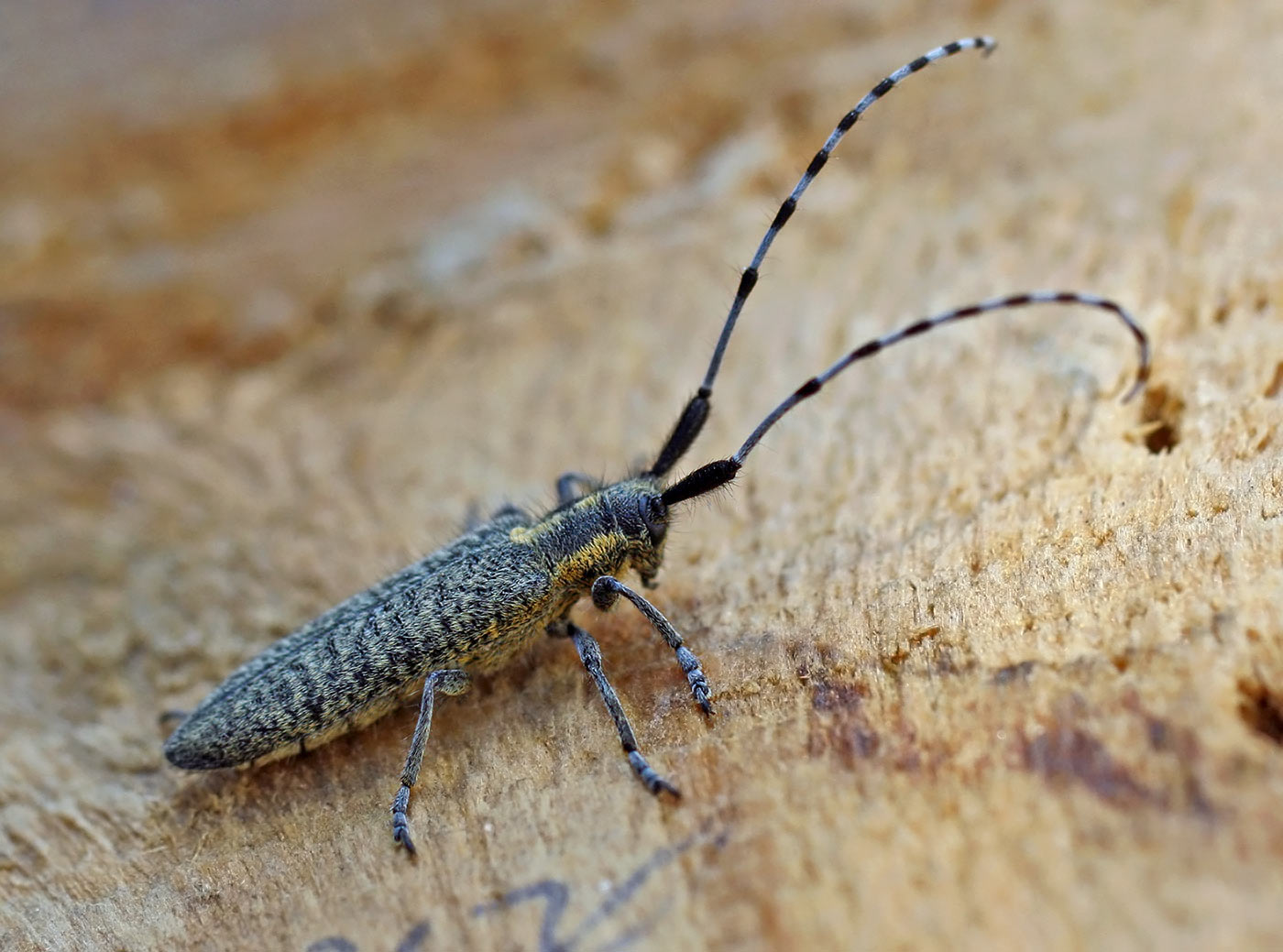